# Milocera pelops
Milocera pelops là một loài bướm đêm trong họ Geometridae.